# II. Tomiszláv horvát király
II. Tomiszláv (eredeti nevén Aimone Roberto Margherita Maria Giuseppe di Savoia; Torino, 1900. március 9. – Buenos Aires, 1948. január 29.), Spoleto hercege (1904–1948), Aosta 4. hercege (1942–1948), II. Tomiszláv néven Horvátország királya.

## Életrajza
Az első világháborúban az Olasz Haditengerészet tisztje volt. 1939-ben feleségül vette Irén görög hercegnőt, II. György görög király lányát. 1936-tól az etiópiai olasz hadsereg egyik vezére volt.
Jugoszlávia szétesését követően 1941. május 18-án a Független Horvátország trónjára lépett, de ténylegesen az ország irányításában nem vett részt, sohasem járt Horvátországban. Gróf Cseszneky Gyula volt a király horvát ügyekben illetékes tanácsosa. 1942-től a fekete-tengeri olasz hajóhadat irányította. 1943-tól kapcsolatot keresett a szövetségesekkel, emiatt Olaszország 1943-ban történt kapitulációját követően az usztasa rezsim megfosztotta trónjától (1943. július 31-én lemondott).
A háború után Argentínába emigrált, s ott érte a halál. Fia Amadé aostai herceg. 

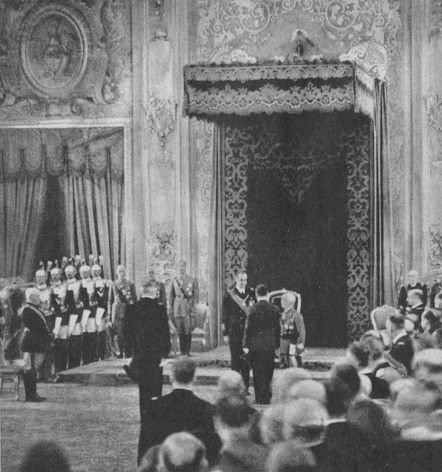
II. Tomiszláv horvát királlyá kinevezése Ante Pavelić és Mussolini (balra) jelenlétében a római Quirinale-palotában 1941. május 18-án